# Medardo Gallardo Valdez
Medardo Gallardo Valdez (8 de junio de 1905 en Mogna, Argentina - 18 de julio de 1987 en Buenos Aires) fue un aviador militar de la Fuerza Aérea Argentina que alcanzó la jerarquía de brigadier mayor y que también ejerció como gobernador de facto de la provincia de Córdoba y titular de la SIDE.

## Biografía
Sus padres fueron Enrique Gallardo y Justa Valdez. Medardo Gallardo Valdéz se casó en 1935 con Elba Benavidez (1911-1987)
Realizó sus estudios en el Colegio Militar de la Nación y en la Escuela de Aviación Militar, viajando luego a Estados Unidos donde, en el Instituto Tecnológico de California, se graduó de doctor en meteorología (1942) tras realizar el curso de vuelo a instrumental.
Luego, se dedicó por un corto período a la docencia, y a partir de 1950, a actividades industriales.

### Interventor federal
El 15 de diciembre de 1955, el dictador	Pedro Eugenio Aramburu lo designa interventor federal de facto en la provincia de Córdoba, asumiendo el gobierno el día 22 de dicho mes. Durante su intervención llevó a cabo una política de represión política y hostigamiento a políticos, gremialistas y estudiantes peronistas o cercanos a la izquierda. En 1956 intentó vender diferentes predios pertenecientes a la Universidad Nacional de Córdoba. Tras las elecciones convocadas en 1957, Gallardo Valdez entregó el poder al mandatario electo, Arturo Zanichelli, en mayo del año siguiente. Durante su gobernación de facto se aplica a toda disidencia la ley marcial, siendo asesinados dirigentes, sindicalistas ferroviarios y estudiantes peronistas.
De ideas cercanas a la UCR, ocupó posteriormente otros cargos durante el gobierno de Arturo Umberto Illia siendo designado por decreto secretario de la SIDE, Secretaria de Inteligencia, entre 1963 y 1966. En 1966 Arturo Umberto Illia impulsó la adhesión de Argentina a la Escuela de las Américas instalada en Panamá, donde egresarían entre otros Emilio Massera, Jorge Rafael Videla, Leopoldo Galtieri, Roberto Eduardo Viola, etc. Además como ministro de Defensa de Illia, reformó la educación militar para incluir los postulados de la llamada Doctrina de la Seguridad Nacional.